# インターナショナル・スイミング・リーグ
インターナショナルスイミングリーグ（International Swimming League、 ISL ）は、2019年に創設され、毎年開催される競泳の国際プロリーグ。「革新的な大会フォーマットとコンテンツを通して、競泳の可能性を最大限に活かし、商業面でも持続できる基盤を構築していくこと」を理念としている。 
2019年はレギュラーシーズンが10月に始まり、決勝戦が12月に開催された。 
アンチドーピング規則に違反した経歴のある選手は、ISLへの参加が禁止されている。 

## フォーマット

### ISLシーズン
シーズンはリーグ戦と決勝大会の2つに分かれる。リーグ戦の各試合では、4チーム出場し、優勝チームに4点、準優勝で3点、3位で2点、4位で1点が与えられる。リーグ戦が終わった時点の上位4チームが決勝戦に進出することができ、決勝戦にて「ISLチャンピオン」を決定する。 各チームは、選手を最大32名まで登録することが可能。各試合では、28名まで出場登録することができ、個人種目に出場できるのは男女12名ずつの合計24名まで。残りの男女2名ずつの合計4名はリレー種目のみに起用できる補欠登録とする。 

### 試合形式
4チームが試合に参加し、各試合は2日間続く。 2019年シーズン、ISLの試合は37レース（2020年シーズンは39レース）で構成された：個人30（32）、チームリレー5、スキンレース2。 レースは、各チーム2人の代表で構成され、1位9ポイント、2位7ポイント、... 8位は1ポイントとなる。完泳できなかった場合はポイントは付与されない。 リレーではポイントが2倍、スキンレースでは合計3ラウンドの各ラウンド毎にポイントが加算される。 
各チームの選手が獲得した点数が、それぞれのチームの総合得点に加算される。 
各試合における39レース終了時点で最も点数の多いチームが優勝となり、2位から4位までのチームにも同じ方法で順位がつけられる。理論上、1種目も優勝できなかった選手がいるチームが、リーグ戦を1位で終えることが可能となる。同点の場合、4x50mの混合メドレーリレーを追加で行い、順位を確定する。  

## チーム
2019年シーズンは、米国から４チーム、ヨーロッパから４チームの合計８チームで始まった。 2020年に、カナダと日本からのチームがISLに追加され、合計10チームに増えた。 
| チーム                     | 都市                       | 設立                       | ジェネラル・マネージャー     | ヘッドコーチ                                                     |
| アメリカ大陸カンファレンス | アメリカ大陸カンファレンス | アメリカ大陸カンファレンス | アメリカ大陸カンファレンス   | アメリカ大陸カンファレンス                                       |
| -------------------------- | -------------------------- | -------------------------- | ---------------------------- | ---------------------------------------------------------------- |
| DCトライデント             | ワシントンDC               | 2019年                     | ケイトリン・サンデノ         | シンディ・ギャラガー                                             |
| LAカレント                 | ロサンゼルス               | 2019年                     | レニー・クレイゼルバーグ     | デビッド・マーシュ                                               |
| ニューヨークブレーカーズ   | ニューヨーク               | 2019年                     | ティナ・アンドリュー         | ピーター・アンドリュー(2019） マーティン・トリューエンス（2020） |
| カリコンドルズ             | サンフランシスコ           | 2019年                     | ジェイソン・レザック         | グレッグ・トロイ(2019) ジェフ・ジュリアン（2020）                |
| トロントタイタンズ         | トロント                   | 2020年                     | ロバート・ケント             | バイロン・マクドナルド                                           |
| 欧州・アジアカンファレンス |                            |                            |                              |                                                                  |
| エナジースタンダード       | パリ                       | 2019年                     | ジャン＝フランソワ・サレシー | ジェームス・ギブソン                                             |
| ロンドンロア               | ロンドン                   | 2019年                     | ロブ・ウッドハウス           | メル・マーシャル                                                 |
| チームアイアン             | ブダペスト                 | 2019年                     | ドリーナ・セーケレス         | アルパド・ペトロフ(2019) ジョセフ・ナジ(2020）                   |
| アクアセンチュリオンズ     | ローマ                     | 2019年                     | アレッサンドラ・ゲラ         | マッテオ・ジュンタ                                               |
| 東京フロッグキングス       | 東京                       | 2020年                     | 北島康介                     | デイブ・サロ                                                     |

## テクニカルルール
すべての試合は4つのチームで構成されている。 2日間行われ、2回の短い休憩を含む2時間のセッションが2日間行われる。 各チームは、最低24人から最大28人の選手で構成され、男女12名ずつ各種目にエントリーすることが可能。      
2日間開催の各試合では、4チームが出場し、個人種目32レース（2020年より男女100m個人メドレーの2レースが追加され、個人種目が30から32レースに増加）、リレー種目が5レース、またスキン種目が2レースの合計39レースが行われる。
各チームは、各個人種目に選手を男女2名ずつエントリーする。リレーも男女2チームずつ（男子8名、女子8名の合計4チーム）エントリーする。各競技日は、30〜35分のセッションが3回行われ、間に10分間のインターバルが設けられる。各チームは、競技初日の前日までにエントリーを提出し、変更などは競技開始90分前までに行える。競技が開始してからは2回まで変更が許されるが、1回目と2回目インターバルの開始2分が締め切りとする。     
各試合の終了時に、次のようにチームにポイントが付与される。 
| 順位     | 1位 | 2位 | 3位 | 4位 |
| ポイント | 4   | ３  | 2   | 1   |
| -------- | --- | --- | --- | --- |

2019年は、リーグ戦終了後にポイント数が最も多いアメリカリーグとヨーロッパリーグの上位2チームが決勝大会に参加できる。 リーグ戦終了後に2つ以上のチームが同点の場合、勝者を決定するために追加の基準が使用される。 
個人種目のスコアリングは次の通りになる：
| 順位 | 1位 | 2位 | 3位 | 4位 | 5位 | 6位 | 7位 | 8位 | DNF | DSQ | DNS |
| 点数 | 9   | 7   | 6   | 5   | 4   | ３  | 2   | 1   | -2  | -2  | -4  |
| ---- | --- | --- | --- | --- | --- | --- | --- | --- | --- | --- | --- |

### リレーレース
リレー種目のスコアリングは次の通りになる：  
| 順位 | 1位 | 2位 | 3位 | 4位 | 5位 | 6位 | 7位 | 8位 |
| 点数 | 18  | 14  | 12  | 10  | 8   | 6   | 4   | 2   |
| ---- | --- | --- | --- | --- | --- | --- | --- | --- |

### ジャックポットタイム（2020シーズン〜）[6]
あらかじめ設定されたタイム差で選手が優勝した場合、タイム差を付けられた選手の得点は0点となり、優勝者の得点に加算される。例えば、個人種目において2位以下の全選手が優勝者にジャックポットタイムで負けた場合には全37点が優勝者に与えられる（個人ジャックポットと呼ぶ）。ジャックポットタイム以内であれば、その選手がポイントを得る。リレージャックポットは最大74点、スキンレースにおいて3本ともジャックポットタイムで他の全員に勝った場合、トリプルジャックポットの80点が優勝者に与えられる。ただし、失格、棄権、または途中棄権した選手の得点は加算されない。なお、スキン種目の3レース目にて選手が失格、棄権、または途中棄権した場合、ジャックポットの対象外となり、敗者チームは減点ルールに則って得点が引かれる。ジャックポットタイムは以下の通り： 
| ジャックポットタイム | ジャックポットタイム | ジャックポットタイム | ジャックポットタイム | ジャックポットタイム |
| 25m 短水路           | 25m 短水路           | 25m 短水路           | 25m 短水路           | 25m 短水路           |
|                      | 距離                 | 男                   |                      | 女                   |
| -------------------- | -------------------- | -------------------- | -------------------- | -------------------- |
| 自由形               | 50                   | 0.85                 | 0.95                 |                      |
| 自由形               | 100                  | 1.80                 | 2.05                 |                      |
| 自由形               | 200                  | 4.00                 | 4.50                 |                      |
| 自由形               | 400                  | 8.50                 | 9.40                 |                      |
|                      |                      |                      |                      |                      |
| 背泳ぎ               | 50                   | 0.90                 | 1.05                 |                      |
| 背泳ぎ               | 100                  | 2.00                 | 2.20                 |                      |
| 背泳ぎ               | 200                  | 4.30                 | 4.80                 |                      |
|                      |                      |                      |                      |                      |
| 平泳ぎ               | 50                   | 1.05                 | 1.15                 |                      |
| 平泳ぎ               | 100                  | 2.25                 | 2.50                 |                      |
| 平泳ぎ               | 200                  | 5.00                 | 5.40                 |                      |
|                      |                      |                      |                      |                      |
| バタフライ           | 50                   | 0.90                 | 1.05                 |                      |
| バタフライ           | 100                  | 2.00                 | 2.20                 |                      |
| バタフライ           | 200                  | 4.40                 | 4.80                 |                      |
|                      |                      |                      |                      |                      |
| 個人メドレー         | 100                  | 2.05                 | 2.30                 |                      |
| 個人メドレー         | 200                  | 4.40                 | 4.90                 |                      |
| 個人メドレー         | 400                  | 9.40                 | 10.40                |                      |
|                      |                      |                      |                      |                      |
| フリーリレー         | 4x100                | 9.00                 | 10.00                |                      |
| メドレーリレー       | 4x100                | 10.00                | 11.00                |                      |
| 混合フリーリレー     | 4x100                | 10.00                | 10.00                | 10.00                |

### ペナルティ（2019シーズン）
レースにて ISLが設ける標準記録を下回った選手、チームは、個人種目の場合1点、リレー種目の場合2点がチームの総合点数より減点される。 
以下の表は、ISLの標準記録と世界記録を比較したものになる： 
|                  | 距離  | 男      | 世界記録 |         | 女      | 世界記録 |
| ---------------- | ----- | ------- | -------- | ------- | ------- | -------- |
| 自由形           | 50    | 22.50   | 20.24    | 25.50   | 22.93   |          |
| 自由形           | 100   | 49.50   | 44.94    | 55.00   | 50.25   |          |
| 自由形           | 200   | 1:49.50 | 1:39.37  | 1:58.50 | 1:50.43 |          |
| 自由形           | 400   | 3:50.50 | 3:32.25  | 4:10.00 | 3:53.92 |          |
|                  |       |         |          |         |         |          |
| 背泳ぎ           | 50    | 25.00   | 22.22    | 28.50   | 25.67   |          |
| 背泳ぎ           | 100   | 54.00   | 48.88    | 1:01.00 | 55.03   |          |
| 背泳ぎ           | 200   | 1:58.00 | 1:45.63  | 2:11.00 | 1:59.23 |          |
|                  |       |         |          |         |         |          |
| 平泳ぎ           | 50    | 28.50   | 25.25    | 31.50   | 28.56   |          |
| 平泳ぎ           | 100   | 1:00.00 | 55.61    | 1:08.50 | 1:02.36 |          |
| 平泳ぎ           | 200   | 2:12.00 | 2:00.16  | 2:28.50 | 2:14.57 |          |
|                  |       |         |          |         |         |          |
| バタフライ       | 50    | 24.00   | 21.75    | 26.50   | 24.38   |          |
| バタフライ       | 100   | 53.00   | 48.08    | 58.50   | 54.61   |          |
| バタフライ       | 200   | 1:59.50 | 1:48.24  | 2:12.00 | 1:59.61 |          |
|                  |       |         |          |         |         |          |
| 個人メドレー     | 200   | 2:01.00 | 1:49.63  | 2:13.50 | 2:01.86 |          |
| 個人メドレー     | 400   | 4:19.00 | 3:55.50  | 4:46.50 | 4:18.94 |          |
|                  |       |         |          |         |         |          |
| フリーリレー     | 4x100 | 3:17.00 | 3:03.03  | 3:39.00 | 3:26.53 |          |
| メドレーリレー   | 4x100 | 3:35.50 | 3:19.16  | 4:02.00 | 3:45.20 |          |
| 混合フリーリレー | 4x100 | 3:28.00 | 3:28.00  | 3:28.00 | 3:28.00 | 3:28.00  |

失格、途中棄権した個人種目出場選手、またはリレー種目出場チームは、加点は0点となり、チームの総合得点より2点（リレーの場合4点）が減点される。個人種目出場選手、またはリレー種目出場チームが棄権した場合、加点は0点となり、チームの総合得点より4点（リレーの場合8点）が減点される。 
| 順位 | DNS | DNF | DSQ |
| 点数 | -4  | -2  | -2  |
| ---- | --- | --- | --- |

### MVP
MVPは試合毎及びシーズン終わりに選出される。選出基準はその試合あるいはシーズンを通して選手がチームにもたらしたポイント数で計算する。 毎回、選出されるのは1人のMVPのみで男女のどちらかになる。 各試合のMVPには、5,000ドルが渡される。 

### スキンレース
スキンレースとは合間の休みがなく、連続してノックアウト方式で行われる50m自由形（短水路）のレースである。8人の選手で行われる第一ラウンドでは4人の選手が脱落し、第二ラウンドでは2人の選手が脱落する。最終ラウンドである第三ラウンドは二人の選手が決勝レースとして戦う。スキンレースは3分おきに行われる。選手はプールでクールダウンするか、チームエリアに戻りトレーナーに簡単なマッサージを受けることもできる。敗退した選手はチームエリアに戻らなければならない。 
勝ち進んだ選手は当日チームが割り当てられたコースで次のラウンドを泳ぐ。ISL スキンレースのスコアは次の通り： 
|           | 順位 | DNS | DNF | DSQ | 8位 | 7位 | 6位 | 5位 | 4位 | 3位 | 2位 | 1位 |
| ラウンド1 | 点数 | -4  | -2  | -2  | 1   | 2   | ３  | 4   |     |     |     |     |
| ラウンド2 | 点数 | -8  | -4  | -4  |     |     |     |     | 10  | 12  |     |     |
| ラウンド3 | 点数 | -12 | -6  | -6  |     |     |     |     |     |     | 21  | 27  |
| --------- | ---- | --- | --- | --- | --- | --- | --- | --- | --- | --- | --- | --- |

### 予算
2019シーズンの予算は2,000万ドルで、その600万ドル以上がアスリートの出演と賞金です。 

## シーズンごとの結果
| Season | Rds | Champion        | Second          | Third        | Fourth     |
| ------ | --- | --------------- | --------------- | ------------ | ---------- |
| 2019   | 7   | Energy Standard | London Roar     | Cali Condors | LA Current |
| 2020   | 9   | Cali Condors    | Energy Standard | London Roar  | LA Current |

## 歴史

### FINA-ISL紛争
2018年シーズンまでは、 FINA水泳ワールドカップがFINAが認可した唯一の主要競泳大会だった。 新しいチームベースの形式を通じて競泳の市場価値を高めるために、2017年にインターナショナル・スイミング・リーグという新しい組織が創立され、2018年9月にアナハイムにてウクライナの億万長者コンスタンチン・グリゴリシンが発表した。  新しいリーグの最初のイベントのEnergy for Swim が2017年12月20〜21日にイタリアのトリノにて開催予定だったが、  6月、FINAは209のすべての連盟に手紙を送り、ISLに協力しないよう要請した結果、実現に至らなかった。 
FINAの一般規則のセクション4.5に含まれる規則の解釈を明確にした後、  FINAはEnergy for Swimを「現在、そのシーズンの国際的なイベントとして分類されている外国人参加者の大多数にとって、全国大会ではない」ため、通常の6か月以内に承認される必要があった 。 
承認期間がすでに終了していたため、その大会に参加している選手はFINAによって1〜2年の選手資格の失格となり、イベント中に設定された世界記録は認められなかった予定だった。 
当事者間の交渉は2018年11月15日に正式に打ち切られ、最終的にEnergy for Swimは中止となった。 

### デビュー
FINA、ISL、グリゴリシンが率いるエナジースタンダードグループ間の交渉の失敗にもかかわらず、アダム・ピーティーやホッスー・カティンカなど数人のアスリートがチームベースの水泳競技の新しいアイデアを提案した。 FINAは2018年12月、 FINA Champions Swim Seriesと呼ばれる新しいリーグの創設を発表した。  正式に発表される最初のISLチームは、2019年1月にドイツ側のONEFlow Aquatics だった（最初のシーズンには不参加）。その後、ISLは残りの3つのヨーロッパチームと4つのアメリカチームも発表した。  一方、ISLは ラスベガスのマンダレイベイで準決勝と決勝戦を企画することになり、新たに結成された代表会社ISL USAを発表し、新しく加わった米国チームの運営を支援した（スカウト、選手の契約交渉、大会運営など）。  ISLの発足に向けた重要な一歩になったのは、FINAがFINA以外の制裁イベントに参加する選手を禁止せず、同様の競技会が許可されることを発表したときとなった。また、最初の2試合にのみ、ワールドカップと日程がかぶっていたため、世界記録の樹立を認めないこととなった。   ISLは2019年6月に、リーグの第2シーズンが10月の1週目より開幕することを発表した。 